# صدينة (لولجة)
صدينة هي إحدى مشيخات المملكة المغربية، تتبع جغرافيا لإقليم تاونات وإداريًا للولجة. يقدر عدد سكانها بـ 9882 نسمة حسب الإحصاء الرسمي للسكان والسكنى لسنة 2004.